# بلدفالدز
بلدفالدز (به انگلیسی: Blackfalds) یک منطقهٔ مسکونی در کانادا است که در آلبرتا واقع شده‌است. بلدفالدز ۹٬۳۲۸ نفر جمعیت دارد و ۸۸۰ متر بالاتر از سطح دریا واقع شده‌است.